# Кетросу (Дрокиевский район)
Кетросу (рум. Chetrosu) — село в Дрокиевском районе Молдавии. Относится к сёлам, не образующим коммуну.

## География
Село расположено на высоте 146 метров над уровнем моря, на реке Куболта.

## Население
По данным переписи населения 2004 года, в селе Кетросу проживает 5325 человек (2569 мужчин, 2756 женщин).
Этнический состав села:
| Национальность | Число жителей | Процентный состав |
| -------------- | ------------- | ----------------- |
| молдаване      | 5013          | 94,14             |
| румыны         | 271           | 5,09              |
| украинцы       | 16            | 0,3               |
| русские        | 16            | 0,3               |
| цыгане         | 5             | 0,09              |
| гагаузы        | 1             | 0,02              |
| прочие         | 3             | 0,06              |
| Всего          | 5325          | 100 %             |